# Rapsodia húngara n.º 1 (Liszt)
La rapsodia húngara N.º 1 es la primera de las 19 rapsodias húngaras por el compositor Franz Liszt, dedicado a su amigo y exalumno Ede Szerdahelyi. Liszt comenzó a trabajar en la obra en 1846, en Klausenburg, y fue publicada en noviembre de 1851. La composición, como otras del conjunto, está compuesta en el estilo csárdás, representado por 2 secciones: la primera más lenta (lassú) y la segunda más rápida (friss). Algunos temas de esta rapsodia pueden atribuirse a fuentes anteriores, especialmente a Ferenc Erkel y Gáspár Bernát en la primera parte, y Károly Thern en la segunda. Se dice que otra fuente de inspiración para esta pieza puede haber sido la banda del gitano Laci Pócsi.

## Fuente
- Leslie Howard: Liner notes for Liszt: Hungarian Rhapsodies. Hyperion, 1999.